# Coccomyces paraphysincrustatus
Coccomyces paraphysincrustatus är en svampart som beskrevs av Spooner 1990. Coccomyces paraphysincrustatus ingår i släktet Coccomyces och familjen Rhytismataceae.   Inga underarter finns listade i Catalogue of Life.